# Un tour de manège
Pour plus de détails, voir Fiche technique et Distribution.
Un tour de manège est un film français réalisé par Pierre Pradinas, et sorti en 1989.

## Fiche technique
- Titre anglais : Roundabout
- Titre alternatif : La Deuxième Fois
- Réalisation : Pierre Pradinas
- Scénario : Alain Gautré, Pierre Pradinas, Simon Pradinas
- Décors : Jacques Rouxel
- Musique : Albert Marcœur
- Photographie : Jean-Pierre Sauvaire
- Montage : Chantal Delattre
- Production : Gaumont, AB Films, Au Progrès du singe
- Genre : drame  et romance
- Durée : 80 minutes
- Date de sortie : 
  - France - 29 mars 1989

## Distribution
- Juliette Binoche : Elsa
- François Cluzet : Al
- Thierry Gimenez : Duc
- Daniel Jégou : Sylvain
- Jean-Chrétien Sibertin-Blanc : Olivier Rateau
- Denis Lavant : Berville
- Thierry Fortineau : Jo
- Albert Prévost : Montaigne
- Brigitte Catillon : Karine
- Michel Aumont : Directeur de la banque